# ويليام كولمان بيرسي
ويليام كولمان بيرسي (بالإنجليزية: William Coleman Piercy)‏ هو مؤلف إنجليزي.
من أعماله قاموس السيرة والأدب المسيحيين حتى نهاية القرن السادس الميلادي.